# Democrazia al limite
Democrazia al limite (in portoghese, Democracia em Vertigem, in inglese,The Edge of Democracy) è un film documentario del 2019 diretto da Petra Costa. Il film racconta il passato politico della regista con uno sguardo personale, toccando lo storia recente della democrazia brasiliana fino all'impeachment di Dilma Rousseff. È stato presentato al Festival di Cannes del 2019 ed è stato nominato al premio Oscar al miglior documentario.

## Trama
Il film mescola insieme la storia personale della famiglia della regista con la storia politica brasiliana, raccontando l'ascesa e la caduta dei presidenti Luiz Inácio Lula da Silva e Dilma Rousseff.